# Mesenteriallymphknoten

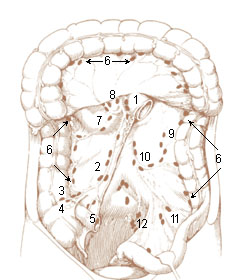
Obere (1) und untere (10) Mesenteriallymphknoten des Menschen

Die Mesenteriallymphknoten (Nodi lymphatici [Nll.] mesenterici oder Lymphonodi [Lnn.] mesenterici) sind Lymphknoten der Bauchhöhle, die direkt an der Aorta liegen. Man unterscheidet zwei Lymphknotengruppen: Die oberen Mesenteriallymphknoten Nll. mesenterici superiores (in der Tieranatomie als vordere Mesenteriallymphknoten, Lnn. mesenterici craniales, bezeichnet) am Ursprung der Arteria mesenterica superior und die unteren Mesenteriallymphknoten Nll. mesenterici inferiores (in der Tieranatomie als hintere Mesenteriallymphknoten, Lnn. mesenterici caudales, bezeichnet) am Ursprung der Arteria mesenterica inferior.
Im weiteren Sinne umfasst der Begriff alle in den Gekrösen des Bauchraums gelegenen Lymphknoten. Beim Menschen liegen etwa 200 und damit etwa ein Drittel aller Lymphknoten im Mesenterium. In der Veterinäranatomie werden diese Lymphknoten zu zwei Lymphzentren (Lymphocentrum mesentericum craniale und Lc. mesentericum caudale) gruppiert.